# Grewia burttii
Grewia burttii är en malvaväxtart som beskrevs av Arthur Wallis Exell. Grewia burttii ingår i släktet Grewia och familjen malvaväxter. Inga underarter finns listade i Catalogue of Life.